# Злокобен остров
„Злокобен остров“ (на английски: Shutter Island) е американски психологически трилър от 2010 година. Режисьор на филма е Мартин Скорсезе, а главната роля се изпълнява от Леонардо ди Каприо. Сценарият е писан по едноименната книга на Денис Лихейн. Премиерата на филма се състои на 13 февруари 2010 г. на Берлинале.
След филмите „Бандите на Ню Йорк“, „Авиаторът“ и „От другата страна“ това е четвъртият филм, в който Мартин Скорсезе и Леонардо ди Каприо работят заедно.
Безкомпромисната атмосфера въздейства тотално на зрителя, като го пренася директно на мястото на действието и го прави част от него. Забележително за „Злокобен остров“ е, че в него умело са преплетени похвати от киното от средата на 20 век (когато се развива и действието) с модерни драматургични техники, въздействащи дълбоко върху зрителя. След старта си в Съединените щати и Канада само за премиерния си уикенд продукцията привлича 75,1 милиона долара, като заема първо място в американската боксофис класация.

## Сюжет
Внимание:  Текстът по-долу разкрива сюжета на произведението (или части от него)!
През 1954 г. федералният шериф Теди Даниълс поема разследването на случай с изчезването на пациент от лудница, разположена на остров. След започване на разследването странни събития го карат да си мисли, че е получил случая, защото лекарите експериментират с пациентите си. Теди тръгва по обещаваща следа, но управата на болницата не му разрешава достъп до архивите, които могат да разрешат целия случай. Когато ураган прекъсва всички връзки с континента, Теди започва да се съмнява във всичко – в собствените си спомени, в партньора си, дори в разума си. Теди прави нови и все по-тревожни открития относно случая и самия остров, като същевременно започва да се чувства и изглежда все по-болен. До края на филма напрежението нараства постоянно, докато един обратен завой преобръща цялата история и остава зрителя напълно безмълвен.

## В ролите
| Изпълнител         | Роля                                   |
| ------------------ | -------------------------------------- |
| Леонардо Ди Каприо | Маршал Едуард „Теди“ Даниелс           |
| Марк Ръфало        | Маршал Чак Оул                         |
| Бен Кингсли        | Доктор Джон Коули                      |
| Макс фон Сюдов     | Доктор Джереми Неринг                  |
| Емили Мортимър     | Медсестра Рейчъл Соландо               |
| Мишел Уилямс       | Долорес Ченел, супруга на Теди Даниелс |
| Патриша Кларксън   | Доктор Рейчъл Соландо                  |
| Тед Левин          | Уордън                                 |